# Daniel Hulet
Daniel Hulet, né le 25 août 1945 à Etterbeek (région de Bruxelles-Capitale) et mort le 9 septembre 2011 à Ostende (province de Flandre-Orientale), est un auteur de bande dessinée belge francophone.

## Biographie
Daniel Hulet naît le 25 août 1945 à Etterbeek, une commune bruxelloise où naquirent Hergé et André Franquin également. Il est le fils d'un délégué commercial. Il suit les cours à l'Académie des Arts d'Ixelles.
Il commence sa carrière comme publicitaire. En 1975, il commence à collaborer au journal Tintin en publiant quelques récits véridiques sur des scénarios d'Yves Duval et y crée la série de gags Charabia mettant en scène les mésaventures d'un chat sur des scénarios de Christian Blareau. En 1977, il lance la série réaliste Léo Gwenn sur un scénario de Vicq.
En 1980, il commence Pharaon sur un texte de André-Paul Duchâteau. Avant de collaborer à Spirou pour lequel il crée le personnage de Chris Melville en 1981. En 1985, il entre au mensuel Vécu, où il réalise Les Chemins de la gloire avec Jan Bucquoy, puis seul. Il réalise seul le one shot d'anticipation Voyages en tête étrangère publié dans la collection « Label or » aux éditions MC Productions en 1992.
Deux ans plus tard, il entame L'État Morbide pour la collection « Caractère » aux Éditions Glénat, trilogie sombre dans un climat post-industriel,. En 1996, il reprend la série Pharaon, toujours ancrée entre espionnage et fantastique. Avec Immondys, il inaugure la collection « Carrément BD » des Éditions Glénat, 3 tomes.
En 2003, il propose Extra-Muros dans la collection « Ligne rouge » aux éditions Casterman, 3 volumes de 2003 à 2005. En 2007, avec Frank Giroud, il réalise deux tomes des Fleury-Nadal intitulés Benjamin (Glénat) puis le quatrième tome de Destins : Paranoïa avec Valérie Mangin paraît en 2010 chez Glénat.
En outre, il contribue aux albums collectifs Les Aventures du latex (Fondation du présent, 1991), Flash Back (Comic ! Events, 1995), Carrément Bruxelles - Ronduit Brussel (Glénat, 2005).
Au fil de ses collaborations, Daniel Hulet propose des œuvres fortes et originales.
Il meurt le 9 septembre 2011 à Ostende, à l'âge de 66 ans,,.

## Publications

### Bandes dessinées

#### Albums

##### Collectifs
- Les Aventures du latex - La bande dessinée européenne s'empare du préservatif[40], Fondation du Présent, novembre 1991
Scénario : collectif - Dessin : collectif dont Daniel Hulet - Couleurs : quadrichromie -  (ISBN 2-9700015-0-0)
- Flash Back[41], Comic! Events, août 1995
Scénario : collectif - Dessin : collectif dont Daniel Hulet - Couleurs : noir et blanc,Participation : Raymond Lécluse à dix ans ! Ce Flash Back a été réalisé en collaboration avec Bédéciné Illzach et édité à l'occasion du 10e festival BD Coxyde (15 juillet au 6 août 1995) à 1 500 exemplaires numérotés à la main. Rares textes et titres des séries en deux langues : français et flamand. D/1995/6941/06. Format à l'italienne.
- Carrément Bruxelles - Ronduit Brussel, Glénat, coll. « Carrément 20/20 », Grenoble, septembre 2005
Scénario : collectif - Dessin : collectif dont Daniel Hulet - Couleurs : quadrichromie -  (ISBN 2-87176-218-X)

### Illustrations
- Charles Baudelaire, Les Fleurs du mal, Éd. Point Image, coll. « L'Index », 2003,  (ISBN 2-930110-99-6).

### Para-BD
À l'occasion, Daniel Hulet réalise des portfolios, ex-libris, cartes ou cartons, marque-pages et commet quelques travaux publicitaires.

### Affiches
- 2000 :  3e millénaire - Villes imaginaires, 11e festival de Ganshoren ;
- 2008 :  Bulles en champagne, festival de Vitry-le-François[43].

## Réception

### Prix et distinctions
- 1986 :  prix BD Durbuy pour Les Chemins de la Gloire[10] ;
- 1995 :  prix de l'album le plus original au Festival de Coxyde pour La Valse à l'envers[10].

### Postérité
Selon Patrick Gaumer, Daniel Hulet, libéré de toute influence, impose son graphisme réaliste et torturé, se classant en quelques ouvrages parmi les créateurs les plus originaux de son époque.

Daniel Hulet en dédicace
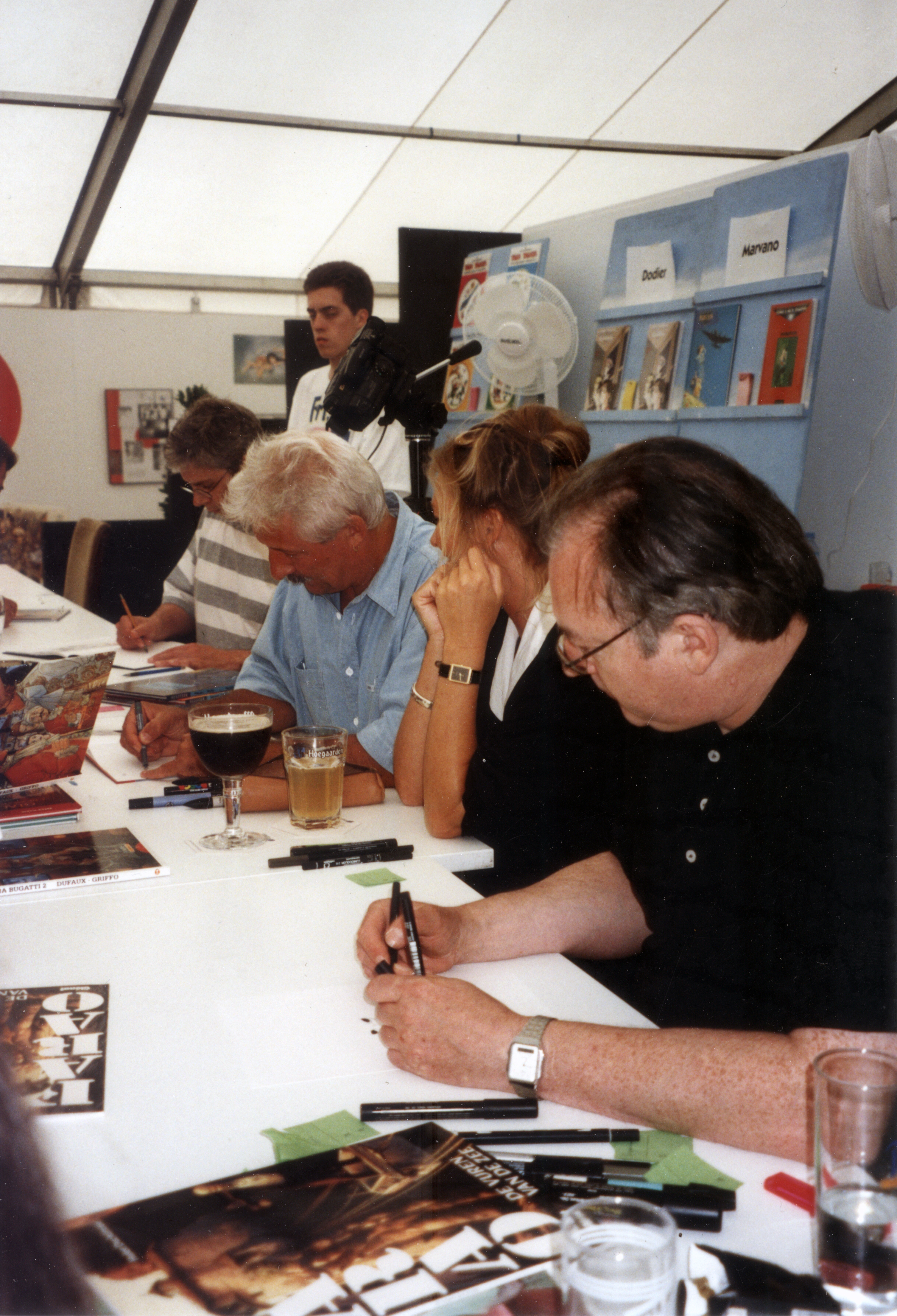
Marvano, Griffo et Daniel Hulet en dédicace au festival de Coxyde le 25 juillet 1996.
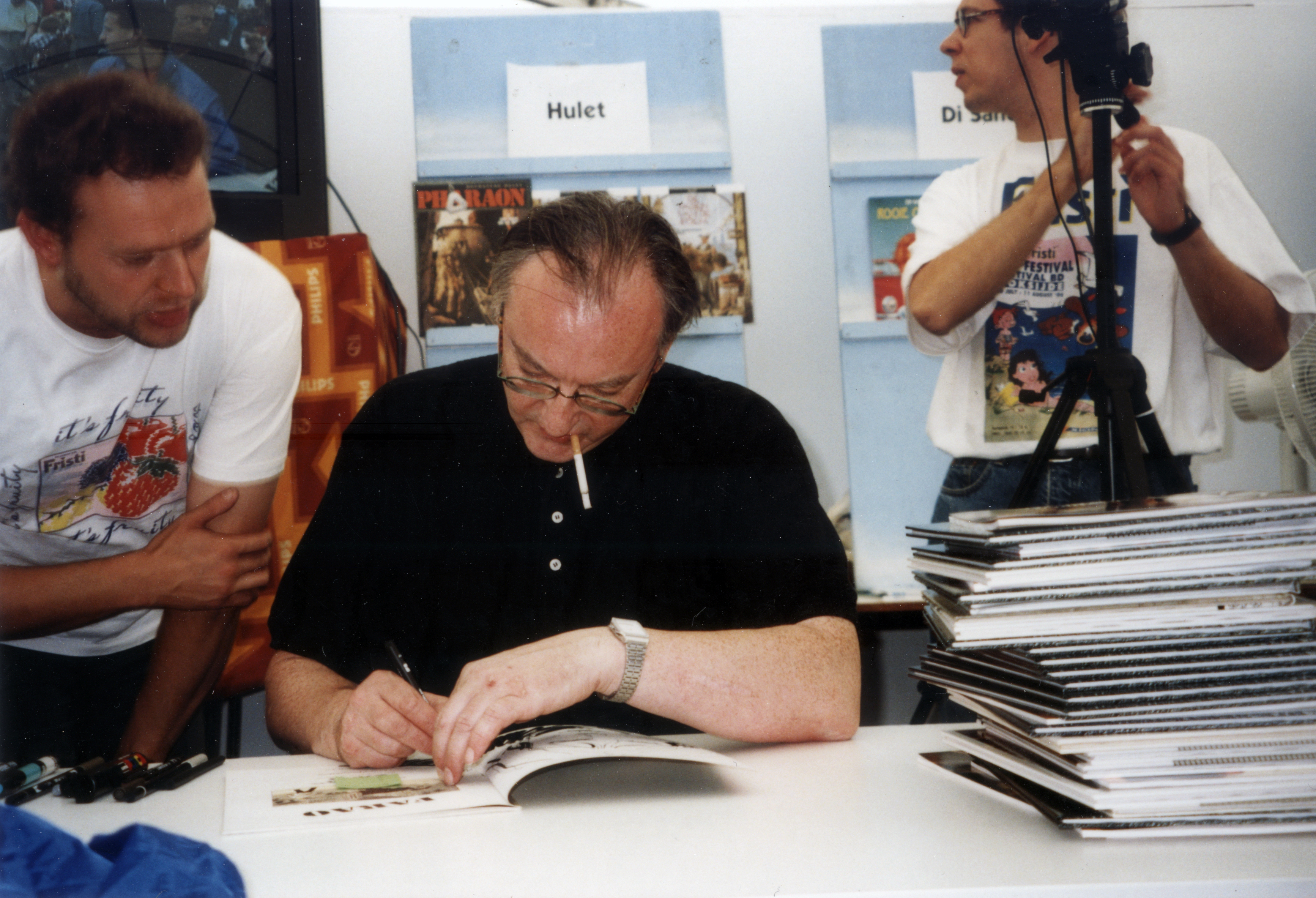
Daniel Hulet en dédicace au festival de Coxyde le 25 juillet 1996.
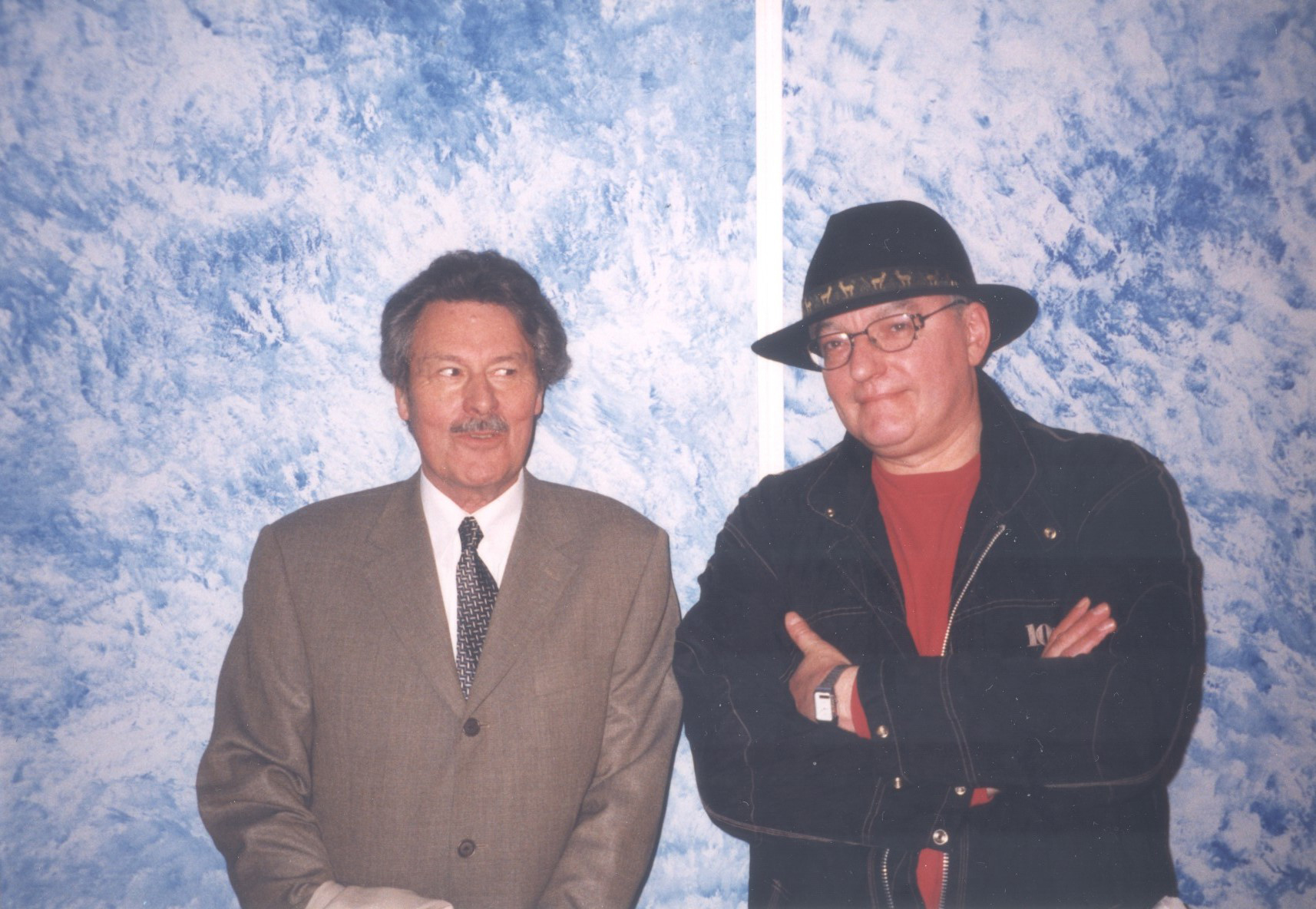
André-Paul Duchâteau et Daniel Hulet à la Foire du livre de Bruxelles en mars 1998.
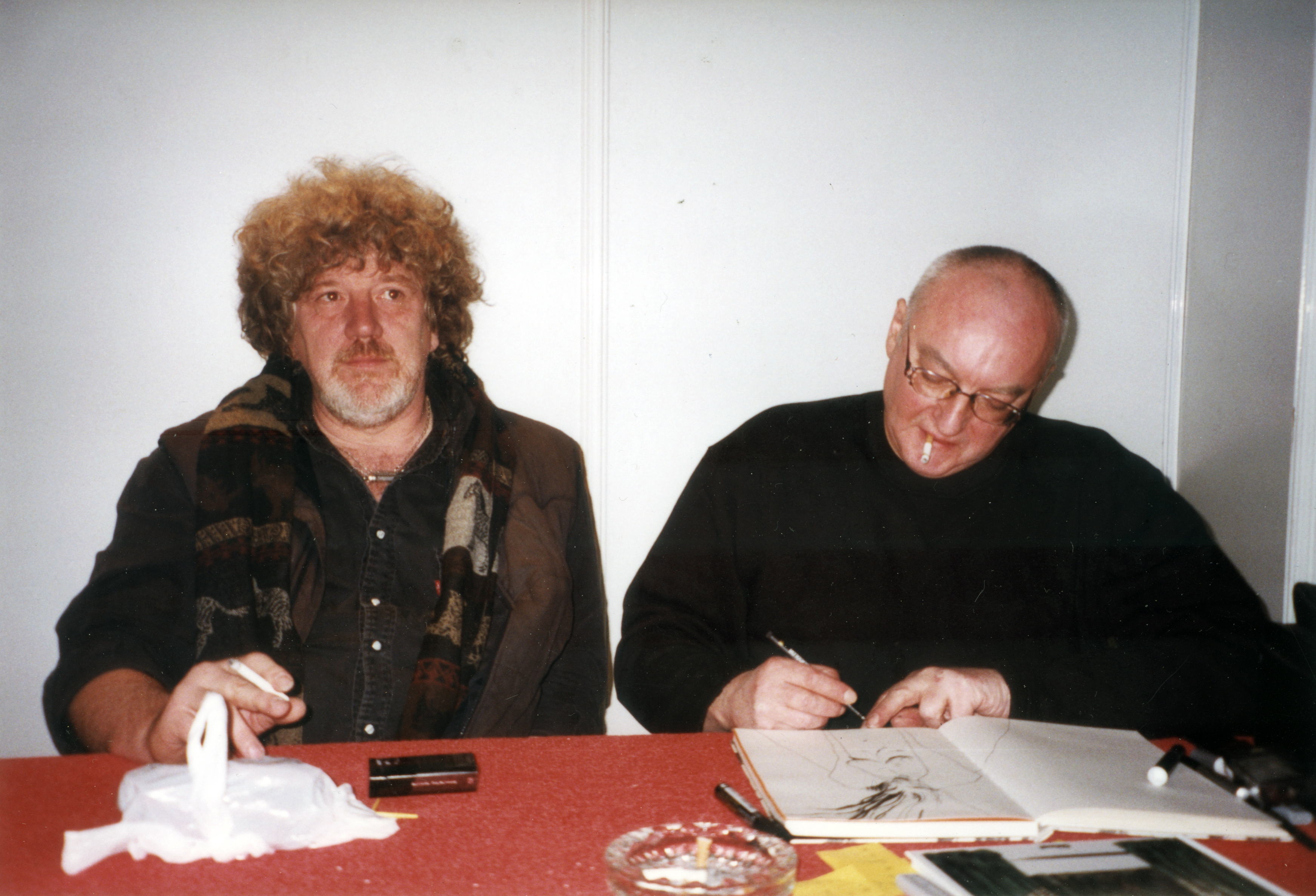
Mythic et Daniel Hulet en dédicace à la fin 1998.
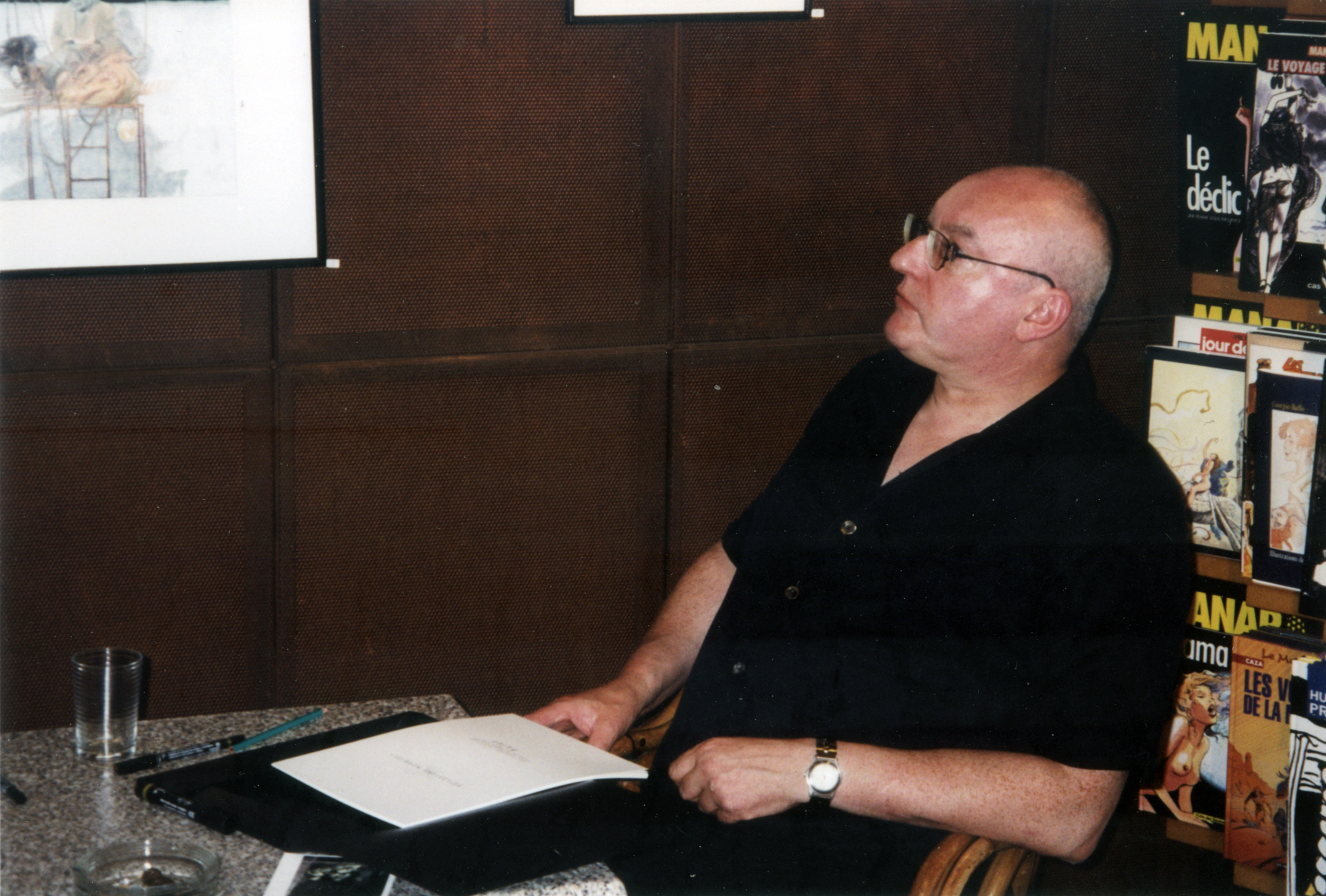
Daniel Hulet en dédicace à la Galerie Ziggourat en mai 1998.